# Begraafplaats van Bollezele
De Begraafplaats van Bollezele is de gemeentelijke begraafplaats in de gemeente Bollezele in het Franse Noorderdepartement. De begraafplaats bevindt zich net ten noorden van het dorpscentrum. In 1865 werd het vroegere kerkhof rond de dorpskerk verplaatst naar de huidige begraafplaats.

## Britse oorlogsgraven
Op de begraafplaats bevinden zich 10 geïdentificeerde Britse militaire graven van gesneuvelden uit beide wereldoorlogen. Er liggen 6 gesneuvelden uit de Eerste Wereldoorlog en 4 uit de Tweede Wereldoorlog. De graven worden onderhouden door de Commonwealth War Graves Commission. In de CWGC-registers is de begraafplaats opgenomen als Bollezeele Communal Cemetery.